# 溫扎區

35°56′42″N 8°08′07″E / 35.94500°N 8.13528°E
溫扎區（阿拉伯语：‎），是阿爾及利亞的行政區，位於該國東北部，由泰貝薩省負責管轄，首府設於溫扎，面積717平方公里，2008年人口84,620，人口密度每平方公里118人。